# Francesco De Sanctis
|  | Aquest article tracta sobre el polític i historiador. Si cerqueu l'arquitecte barroc, vegeu «Francesco De Sanctis (arquitecte)». |

 Francesco De Sanctis  (Morra Irpina, 1817 - Nàpols, 1883), polític, crític i historiador de la literatura italià.
Va passar d'una formació catòlic-liberal a una concepció laica i democràtica després de la seva participació en els esdeveniments polítics de la seva època. Com a conseqüència de la seva acció en els moviments napolitans del 1848, va ser empresonat i posteriorment obligat a exiliar-se. Fora del país, va aprofundir els seus estudis i va elaborar el seu mètode crític. Ministre d'Instrucció Pública en el recent format Regne d'Itàlia dels governs de Cavour i Ricasoli, va escriure la seva  Història de la literatura italiana , obra fonamental de la historiografia del segle xix.